# Fígols i Alinyà
Fígols i Alinyà è un comune spagnolo situato nella comunità autonoma della Catalogna.